# Фонд часткового гарантування кредитів у сільському господарстві
Фонд часткового гарантування кредитів у сільському господарстві — українська небанківська фінансова установа з особливим статусом, яка виконує функції із забезпечення підтримки суб'єктів мікропідприємництва, малого та середнього підприємництва, фізичних осіб — підприємців, що провадять діяльність у галузі сільського господарства, шляхом часткового гарантування виконання зобов'язань таких суб'єктів за кредитними договорами.

## Створення і правовий статус
В Україні триває реформа щодо відкриття ринку землі.
Створення Фонду здійснювалося за безпосередньої підтримки Світового Банку, яким упроваджується проєкт «Зміцнення Фонду часткового гарантування кредитів у сільському господарстві». Ціллю цього проєкту є започаткування діяльності та розвиток Фонду з метою надання допомоги у покращені доступу до фінансування для суб'єктів мікропідприємництва, малого та середнього підприємництва, фізичних осіб — підприємців, що провадять діяльність у галузі сільського господарства.
Очікується, що діяльність Фонду дозволить профінансувати аграріїв на суму 24 млрд грн. За кредитні кошти вони зможуть купувати сільськогосподарські землі, техніку, обладнання для сільгоспвиробництва.
24 листопада 2021 року набрав чинності Закон України «Про Фонд часткового гарантування кредитів у сільському господарстві». Рішення про утворення Фонду прийнято Кабінетом Міністрів України 16 лютого 2022 р.
Засновником Фонду є держава в особі Кабінету Міністрів України. Фонд створений в організаційно-правовій формі товариства з обмеженою відповідальністю і не є державним цільовим фондом.
Національний банк України врегулював діяльність Фонду, установивши вимоги до обов'язкових нормативів Фонду, що обмежують ризики його діяльності за операціями з фінансовими активами.
06.02.2023 р. НБУ видав Фонду ліцензії на провадження діяльності з надання фінансових послуг, а саме на надання гарантій.
На даний час (лютий 2023) проходить добір персоналу для відбору кандидатів на посади незалежних членів ради Фонду.

## Суть діяльності
За словами міністра аграрної політики та продовольства України Романа Лещенка, відсутність тривалої кредитної історії протягом багатьох років позбавляло малий агробізнес можливості інвестувати кошти в розвиток. Проценти за кредитами для них були в середньому на 5–7 % вищі, ніж для «великих» аграріїв, тож дрібні агровиробники віддавали перевагу «коротким» кредитам для покриття поточних потреб. Діяльність Фонду покликана суттєво знизити для банків ризики кредитування дрібних аграріїв, а отже, відсоткові ставки повинні стати доступнішими, а строки кредитування — тривалішими.
Предметом діяльності Фонду є надання часткових гарантій за кредитними зобов'язаннями суб'єктів малого і середнього підприємництва, що провадять діяльність у галузі сільського господарства.
Право отримати кредити під гарантії Фонду часткового гарантування кредитів у сільському господарстві мають українські агровиробники. Скористатися таким правом зможуть лише юридичні особи та фізичні особи-підприємці:
- основним видом діяльності яких є виробництво сільськогосподарської продукції;
- які володіють до 500 га землі;
- балансова вартість активів яких не перевищує 20 000 000 євро;
- чистий дохід яких від реалізації не перевищує 40 000 000 євро;
- кількість працівників яких не перевищує 250 осіб.

Закон встановлює також інші обмеження.
Гарантії можуть видаватися тільки за кредитами, які надаються фінансовими установами. При цьому, гарантії можуть надаватися в обсязі до 50 % непогашеної суми основного боргу та не більше, ніж на 10 років.
Закон також надає можливості інвесторам вкладати кошти безпосередньо у Фонд та отримувати дивіденди від його діяльності.